# Iguguno
Iguguno è una circoscrizione mista (mixed ward) della Tanzania situata nel distretto di Mkalama, regione di Singida. Conta una popolazione di 25 860 abitanti (censimento 2012).